# Lista orașelor din Dacia romană
- Ulpia Traiana Sarmisegetuza - în Transilvania
- Napoca - în Transilvania
- Apulum - în Transilvania
- Potaissa - în Transilvania
- Ampelum - în Transilvania
- Porolissum - în Transilvania
- Romula - în Oltenia
- Malva - în Oltenia
- Dierna - la Dunăre, între Oltenia și Banat
- Drobeta - la Dunăre în Oltenia
- Tibiscum - în Banat